# Lydoceras lictor
Lydoceras lictor is een keversoort uit de familie van oliekevers (Meloidae). De wetenschappelijke naam van de soort is voor het eerst geldig gepubliceerd in 1884 door Gerstaecker.